# Fostbrödralag
Fostbrödralag kallades under forntiden i Norden den livslånga vänskapen som förenade två män som uppfostrats tillsammans. Fostbrödralag verkar ofta ha utgjort starkare och närmare förbindelser än det vanliga blodsbandet. Man använde också ordet för att beskriva en sådan nära och djup vänskap mellan män som inte uppkommit genom gemensam uppfostran. 
Det ska också ha förekommit, vilket är ett inslag i många samtida sagor, att fostbrödralag slöts mellan två kämpar som slagits utan att någon lyckades besegra den andre. Detta skedde genom en speciell ceremoni där man först grävde upp en grästova, lät sidorna på den sitta kvar i marken, och lyfte upp den i mitten med ett spjut. Därefter skulle de blivande fostbröderna tillfoga sig ett sår under grästorvan, och låta sitt blod beblandas nere i mullen eller i en skål. Efter att på så vis ha "blandat blod" föll man på knä och svor en ed om att vardera av fostbröderna skulle hämnas den andre ifall denne blev utsatt för något, på samma sätt som sin egen bror, och kallade därefter alla gudar till vittne. 
Denna sed förmodas ha varit urgammal hos åtminstone de germanska folken, och enligt en legend ska själve Oden ha ingått fostbrödraskap genom blodsblandning med Loke. Liknande seder förekommer också hos andra folk, till exempel nämner Herodotos att en sådan sed förekommer hos skyterna. I Sverige kom det rituella fostbrödraskapet med blodsblandningen att ses som hedniskt efter kristendomens införande, och dog därför efter hand ut som ritual. 